# Teresa Quintero
Teresa Quintero Otero (Cádiz, 23 de septiembre de 1974) es una actriz y cantante española.

## Trayectoria
Desde temprana edad mostró inclinación por la actuación y el canto.
Años después se licenció en filología inglesa, en la que trabajó durante varios años. Durante su formación actoral, siguió lecciones de técnica corporal, voz, canto e interpretación, de grandes maestros como Miguel Narros, Fernando Piernas, Consuelo Trujillo, Manuel Morón, José Carlos Plaza, Carlos Hipólito y Fernando San Segundo, entre otros. Además, también es cofundadora de la empresa Chirigóticas.
A lo largo de su carrera ha actuado en diversas obras de teatro como Chirigóticas, La maleta de los niervos, La noche de Max Estrella, Yerma, La copla negra, Tres monjas y una cabra, Juanita Calamidad, Lysístrata (2500 años no son nada) y El viento es salvaje. A lo largo de los años también ha participado en programas de televisión como Andalucía de fiesta y Póker de reinas, ambos emitidos en Canal Sur Televisión.
En 2008 protagonizó la serie La tira; en 2009 participó en las series Aída (en el papel de Profesora tareas del hogar), Hay alguien ahí (en el papel de Enfermera) y De repente, los Gómez y en 2010 formó parte del elenco de la serie Valientes.
En 2012 interpretó el papel de Luisa en el cortometraje Luis y Luisa dirigido por Alejandro Cano y entre 2012 y 2013 formó parte del reparto de la serie Arrayán en Canal Sur Televisión. En 2014 protagonizó la película Las bellas de Cádiz dirigida por Sara Benillouche y interpretó el papel de Niñera Lucía en el cortometraje El amor me queda grande dirigido por Javier Giner. En el mismo año formó parte del elenco de la serie emitida en Antena 3 Sin identidad. De 2015 a 2019 fue elegida para interpretar el papel de Ángela en la serie emitida en Antena 3 Allí abajo. y en 2016 participó en Cuéntame cómo pasó e interpretó el papel de Mari en la serie Brigada de fenómenos de Canal Sur Televisión y el papel de Empleada ETT en la película Nacida para ganar dirigida por Vicente Villanueva.
En 2017, protagonizó el cortometraje Pez dirigido por Javier Quintas; al año siguiente, en 2018, interpretó el papel de Ángeles en la película Mi querida cofradía dirigida por Marta Díaz de Lope Díaz y en 2019, interpretó el papel de Funcionaria de Prisiones en la película Antes de la quema dirigida por Fernando Colomo y protagonizó la serie emitida en La 1 Derecho a soñar.
En 2022 formó parte del reparto de la serie emitida en Telecinco Entrevías. Al año siguiente, en 2023, fue elegida por StudioCanal y Bambú Producciones para interpretar el papel de Candela García en la telenovela La promesa de La 1 de TVE, junto a los actores Ana Garcés, Eva Martín, Manuel Regueiro, Arturo Sancho, María Castro, Joaquín Climent, Antonio Velázquez, Andrea del Río, Carmen Flores Sandoval, Carmen Asecas, Paula Losada, Enrique Fortún y Sara Molina.

## Filmografía

### Cine
| Año  | Título              | Personaje                | Director                |
| ---- | ------------------- | ------------------------ | ----------------------- |
| 2014 | Las bellas de Cádiz |                          | Sara Benillouche        |
| 2016 | Nacida para ganar   | Empleada ETT             | Vicente Villanueva      |
| 2018 | Mi querida cofradía | Ángeles                  | Marta Díaz de Lope Díaz |
| 2019 | Antes de la quema   | Funcionaria de Prisiones | Fernando Colomo         |

### Televisión
| Año           | Título                | Personaje                     | Cadena                 | Notas        |
| ------------- | --------------------- | ----------------------------- | ---------------------- | ------------ |
| 2008          | La tira               |                               | La Sexta               | 1 episodio   |
| 2009          | Aída                  | Profesora de tareas del hogar | Telecinco              | 1 episodio   |
| 2009          | Hay alguien ahí       | Enfermera                     | Cuatro                 | 1 episodio   |
| 2009          | De repente, los Gómez |                               | Telecinco              | 1 episodio   |
| 2010          | Valientes             | Cuatro                        | 4 episodios            |              |
| 2012-2013     | Arrayán               | Canal Sur Televisión          | 7 episodios            |              |
| 2013          | Cuéntame cómo pasó    | La 1                          | 1 episodio             |              |
| 2014          | Sin identidad         | Antena 3                      | 1 episodio             |              |
| 2015-2019     | Allí abajo            | Antena 3                      | Ángela Parrón Quintana | 59 episodios |
| 2016          | Brigada de fenómenos  | Mari                          | Canal Sur Televisión   | 12 episodios |
| 2019          | Derecho a soñar       |                               | La 1                   | 1 episodio   |
| 2022          | Entrevías             | Telecinco                     |                        | 1 episodio   |
| 2023-presente | La promesa            | Candela García                | La 1                   | ¿? episodios |

### Cortometrajes
| Año  | Título                  | Personaje    | Director       |
| ---- | ----------------------- | ------------ | -------------- |
| 2012 | Luis y Luisa            | Luisa        | Alejandro Cano |
| 2014 | El amor me queda grande | Niñera Lucía | Javier Giner   |
| 2017 | Pez                     |              | Javier Quintas |

## Teatro
| Título                             | Director          | Notas                          |
| ---------------------------------- | ----------------- | ------------------------------ |
| Chirigóticas                       | Antonio Álamo     | Con la Cia. Chirigóticas       |
| La maleta de los niervos           | Antonio Álamo     | Con la Cia. Chirigóticas       |
| La noche de Max Estrella           | Francisco Ortuño  |                                |
| Yerma                              | Miguel Narros     |                                |
| La copla negra                     | Antonio Álamo     | Con la Cia. Chirigóticas       |
| Tres monjas y una cabra            | Antonio Álamo     | Con la Cia. Chirigóticas       |
| Juanita Calamidad                  | Antonio Álamo     | Con la Cia. Chirigóticas       |
| Lysístrata (2500 años no son nada) | Ana López Segovia | Con la Cia. Las Niñas de Cádiz |
| El viento es salvaje               | Ana López Segovia | Con la Cia. Las Niñas de Cádiz |

## Programas de televisión
| Título              | Cadena               |
| ------------------- | -------------------- |
| Andalucía de fiesta | Canal Sur Televisión |
| Póker de reinas     | Canal Sur Televisión |

## Premios y reconocimientos
| Año  | Premio                                        | Categoría    | Trabajo        | Resultado |
| ---- | --------------------------------------------- | ------------ | -------------- | --------- |
| 2013 | Festival de Cortometrajes "Piélagos en corto" | Mejor Actriz | Luis y Luisa   | Nominada  |
| 2014 | Premios de Teatro Andaluz                     | Mejor Actriz | La copla negra | Nominada  |
| 2015 | Premios de Teatro Andaluz                     | Mejor Actriz | Chirigóticas   | Nominada  |